# 布朗斯敦 (印地安納州)
布朗斯敦（英語：Brownstown）是一個位於美國印地安納州傑克遜縣的城鎮。根據2010年美國人口普查，該地人口為2947人，而該地的面積約為4.15平方千米。同時該地也是傑克遜縣的縣治。

## 地理
布朗斯敦的座標為38°52′47″N 86°02′46″W / 38.87972°N 86.04611°W，而該地的平均海拔高度為190米（即623英尺）。